# Krigsåret 1966

## Pågående krig
- Inbördeskriget i Tchad (1966-1988)

- Vietnamkriget (1959-1975)[1]
  - Sydvietnam och USA på ena sidan
  - Nordvietnam på andra sidan
- Indonesisk-malaysiska konflikten 1963-1966
  - Malaysia på ena sidan
  - Indonesien på andra sidan

## Händelser

### Augusti
- 17 - Fyra vätebomber faller ner på Palomares i Spanien.
- 26 - Första väpnade konfrontation av SWAPO i Namibia med sydafrikanska trupper.

### Fotnoter
1. ↑  ”World Statesmen”. http://www.worldstatesmen.org/WARS.html. Läst 28 juni 2011.